# Gedeon (Wiszniewski, biskup smoleński)
Gedeon, nazwisko świeckie Wiszniewski (zm. 22 stycznia?/2 lutego 1761) – biskup Rosyjskiego Kościoła Prawosławnego pochodzenia ukraińskiego. 

## Życiorys
Pochodził z rodziny szlacheckiej z Ukrainy Naddnieprzańskiej. Ukończył pierwsze klasy Akademii Mohylańskiej, po czym przeniósł się do szkół jezuickich kolejno w Wilnie, Kownie i Lwowie. Uzyskawszy dyplom końcowy, został wykładowcą Akademii Mohylańskiej. Przed 1714 wyjechał do Rosji i został zatrudniony jako wykładowca retoryki w Moskiewskiej Akademii Duchownej, zaś w 1718 został jej prefektem. W 1723 objął stanowisko rektora Moskiewskiej Akademii Duchownej łączone z godnością przełożonego Monasteru Zaikonospasskiego. 
W 1728 przyjął chirotonię biskupią i objął katedrę smoleńską. Był zdolnym administratorem, założył w Smoleńsku seminarium duchowne, otworzył również szereg szkół niższego szczebla. Wymagający i surowy wobec podległych mu duchownych, bronił równocześnie ich interesów. Wsparł finansowo remont monasteru Objawienia Pańskiego w Mohylewie. Przeciwnik Teofana Prokopowicza; jako jedyny z jego ideowych adwersarzy odmówił odejścia w stan spoczynku i zachował urząd biskupa smoleńskiego do śmierci w 1761. Został pochowany w soborze Zaśnięcia Matki Bożej w Smoleńsku.